# Narrabeen, New South Wales
Narabeen este o suburbie în Sydney, Australia.